# Jean-Claude Michel
Jean-Claude Michel (Parigi, 5 gennaio 1925 – Parigi, 10 dicembre 1999) è stato un attore e doppiatore francese.

## Biografia
Come attore, fu attivo in campo cinematografico, televisivo e teatrale.

Tra cinema e televisione, partecipò - a partire dalla seconda metà degli anni cinquanta - a una ventina di produzioni.
Come doppiatore, prestò la propria voce ad attori quali Richard Burton, Michael Caine, Sean Connery, Tony Curtis, Clint Eastwood, James Garner, Charlton Heston, Rock Hudson, Robert Mitchum, Roger Moore, Paul Newman, Leslie Nielsen, Gregory Peck, Christopher Plummer, Frederick Stafford, ecc.
Era il marito dell'attrice e doppiatrice Paule Emanuele.

## Filmografia
- Cent ans de retard (1953) - voce fuori campo
- La grande razzia (Razzia sur la chnouf, 1955)
- Pattuglia d'assalto (Patrouille de choc, 1957)
- Traffico bianco (Cargaison blanche, 1958) - ruolo: Pierre
- En votre âme et conscience - serie TV, 1 episodio (1959)
- Aquile di Stalingrado (Normandie - Niémen, 1960) - Flavier
- Il mistero dei tre continenti (Die Herrin der Welt, 1960)
- Il dittatore folle (Den blodiga tiden, 1960) - voce fuori campo
- Il conte di Montecristo (Le Comte de Monte-Cristo), regia di Claude Autant-Lara (1961)
- Il giorno e l'ora (Le jour et l'heure, 1963)
- La caméra explore le temps, serie TV, 1 episodio (1963) - Col. Doucet
- La caméra explore le temps, serie TV, 1 episodio (1964) - voce fuori campo
- Les chevaliers du ciel - serie TV, 13 episodi  (1967) - Col. Le Guenn
- Follia dei sensi (Le coeur fou, 1970) - Georges
- Così nano, così perverso (Trop petit mon ami, 1970) - Robert Devone
- Cronaca erotica di una coppia (Chronique d'un couple,1971) - Jean-Louis Le Métayer
- Mon seul amour - serie TV (1971) - Fulbert
- Il clan dei marsigliesi alias Lo scomunicato (La scoumoune, 1972)
- Ton amour et ma jeunesse - serie TV (1973)
- Le voleur de feuilles (1983)
- Haitian Corner (1988)